# Peter Jones (Rugbyspieler, 1932)
Peter Frederick Hilton Jones (* 24. März 1932 in Kaitaia, Neuseeland; † 7. Juni 1994 in Waipapakauri, Neuseeland) war ein neuseeländischer Rugby-Union-Spieler auf der Position des Flügelstürmers und der Nummer Acht.

## Biografie
Jones ging auf dem Kaitaia College zur Schule, wo er 1946 und 1947 in dessen erster Rugbyauswahl spielte. Nach seinem Schulabschluss wurde er ein hauptberuflicher Fischer. 1950 debütierte er als Achtzehnjähriger in der Auswahlmannschaft des Provinzverbandes North Auckland Rugby Football Union. Noch im selben Jahr spielte er für seine Provinz gegen die in Neuseeland tourenden British and Irish Lions und gewann mit ihr den Ranfurly Shield gegen South Canterbury. In der Folge konnte Jones mit North Auckland den Shield zweimal erfolgreich verteidigen, bevor man ihn 1951 an Waikato verlor. In späteren Jahren führte er seine Provinz regelmäßig als Mannschaftskapitän an.
1953 wurde er zum ersten Mal in den Kader der neuseeländischen Nationalmannschaft (All Blacks) für deren Europatour 1953/54 berufen. Sein Länderspieldebüt gab er am 30. Januar 1954 gegen England. Dieses Spiel gewannen die All Blacks mit 5:0. Zuvor spielte er auf der Tour nur gegen britische sowie irische Vereins- und diverse Auswahlmannschaften. Aufgrund der starken Konkurrenz absolvierte er sein einziges anderes Länderspiel der Tour gegen Schottland.
1955 gewann er mit den All Blacks den Bledisloe Cup gegen Australien (Wallabies). Jones’ größter Erfolg im Rugby war jedoch der Gewinn der Länderspielserie 1956 gegen die in Neuseeland tourende südafrikanische Nationalmannschaft (Springboks). Wegen Verletzungsproblemen wurde er erst in den letzten beiden der vier Länderspiele eingesetzt, nachdem die All Blacks zuvor das erste Spiel gewonnen hatten und das zweite Unentschieden endete. Er wurde zum gefeierten Volkshelden, als er im vierten und letzten Länderspiel der Tour durch einen 30-m-Sprint nach einer Gasse den Versuch legte, der die Länderspielserie endgültig für die All Blacks entschied. Es war das erste Mal, dass Südafrika eine solche Serie im Rugby gegen ein anderes Land verlor.
Direkt nach dem Spiel sorgte Jones für einen kleinen Skandal im prüden Neuseeland der 1950er Jahre, da er einem Radioreporter, auf die Frage wie er sich nun fühle, live unverblümt antwortete:
I'm absolutely buggered.
(Ich bin total im Arsch.)
Trotz des enormen Ruhmes, den er durch seinen Versuch gegen die Springboks und den Gewinn der Serie erlangte, konnte er sich verletzungsbedingt aber nie wirklich in der Nationalmannschaft durchsetzen. So konnte er 1957 kein einziges Länderspiel absolvieren. Ein Jahr später lief er dafür in allen drei Länderspielen gegen Australien auf und verteidigte mit Neuseeland den Bledisloe Cup. 1959 spielte er im ersten Länderspiel gegen die in Neuseeland tourenden British and Irish Lions, verletzte sich dabei jedoch so stark, dass er danach nicht mehr richtig am Spielverlauf teilnehmen konnte. Damals waren Auswechselungen auch nach schwereren Verletzungen verboten. Diese Verletzung beendete für ihn ebenfalls die restliche Länderspielserie. Während der Tour der All Blacks in Südafrika 1960 hatte Jones erneut mit Verletzungssorgen zu kämpfen. Er lief für die All Blacks nur in einem Länderspiel gegen die Springboks auf, was die Neuseeländer auch noch mit 0:13 verloren. 1961 trat er vom aktiven Rugbysport zurück. Anschließend engagierte er sich noch im Vorstand der North Auckland RFU.